# Thelyterotarsus
Thelyterotarsus es un género de insecto coleóptero de la familia Chrysomelidae.

## Especies
Las especies de este género son:
- Thelyterotarsus curtus Lopatin in Lopatin & Konstantinov, 1994
- Thelyterotarsus syrdariensis Romantsov, 2003